# Treasure Epilogue: Action to Answer
Treasure Epilogue: Action to Answer – czwarty minialbum południowokoreańskiej grupy Ateez, wydany 6 stycznia 2020 roku przez wytwórnię KQ Entertainment. Płytę promował singel „Answer”. Było to ostatnie wydawnictwo z serii „Treasure”.
Minialbum ukazał się w dwóch edycjach fizycznych („A” oraz „Z”) i jednej cyfrowej. Sprzedał się w nakładzie 183 042 egzemplarzy w Korei Południowej (stan na styczeń 2021 r.).

## Lista utworów
| CD | CD                                              | CD                                            | CD                           | CD                           | CD      |
| Nr | Tytuł utworu                                    | Tekst                                         | Kompozycja                   | Aranżacja                    | Długość |
| -- | ----------------------------------------------- | --------------------------------------------- | ---------------------------- | ---------------------------- | ------- |
| 1. | „Answer”                                        | Eden, Ollounder, Leez, Hongjoong, Song Min-gi | Eden, Ollounder, Leez, Buddy | Eden, Ollounder, Leez, Buddy | 3:39    |
| 2. | „Jipyeongseon (Horizon)” (kor. 지평선(Horizon)) | Eden, Leez, Hongjoong, Song Min-gi            | Eden, Hongjoong, Leez, Buddy | Eden, Hongjoong, Leez, Buddy | 3:11    |
| 3. | „Star 1117”                                     | Eden, Leez, Hongjoong, Song Min-gi            | Eden, Buddy, Leez, Ollounder | Eden, Buddy, Leez, Ollounder | 3:42    |
| 4. | „Precious”                                      | Eden, Ollounder, Leez, Hongjoong, Song Min-gi | Eden, Leez, Ollounder        | Eden, Leez, Ollounder        | 3:23    |
| 5. | „Outro: Long Journey”                           | Eden, Ollounder, Leez, Buddy                  | Eden, Ollounder, Buddy, Leez | Lee Na-il                    | 1:34    |

## Notowania
| Lista                             | Pozycja |
| --------------------------------- | ------- |
| Gaon Weekly Album Chart           | 1       |
| Heatseekers Albums (Billboard)    | 18      |
| World Albums (Billboard)          | 5       |
| Album Top 40 slágerlista (Mahasz) | 19      |
| Oricon Weekly Album Chart         | 31      |
| Ultratop 200 Albums (Flandria)    | 144     |
| Ultratop 200 Albums (Walonia)     | 143     |
| Polska (ZPAV)                     | 17      |